# Plagiognathus modestus
Plagiognathus modestus är en insektsart som först beskrevs av Reuter 1912.  Plagiognathus modestus ingår i släktet Plagiognathus och familjen ängsskinnbaggar. Inga underarter finns listade i Catalogue of Life.